# Zaldibia
Zaldibia är en kommun i Spanien. Den ligger i Gipuzkoaprovinsen i den autonoma regionen Baskien i norra delen av landet, 300 km norr om huvudstaden Madrid. Antalet invånare är 1 740 (2024). Arean är 16,44 kvadratkilometer. Zaldibia gränsar till Altzaga.